# Asselborn
Asselborn (Luxemburgs: Aasselbuer) is een plaats in de gemeente Wincrange en het kanton Clervaux in Luxemburg.
Asselborn telt 387 inwoners (2001).
In het dorp staat de Sint-Pieter en Pauluskerk.

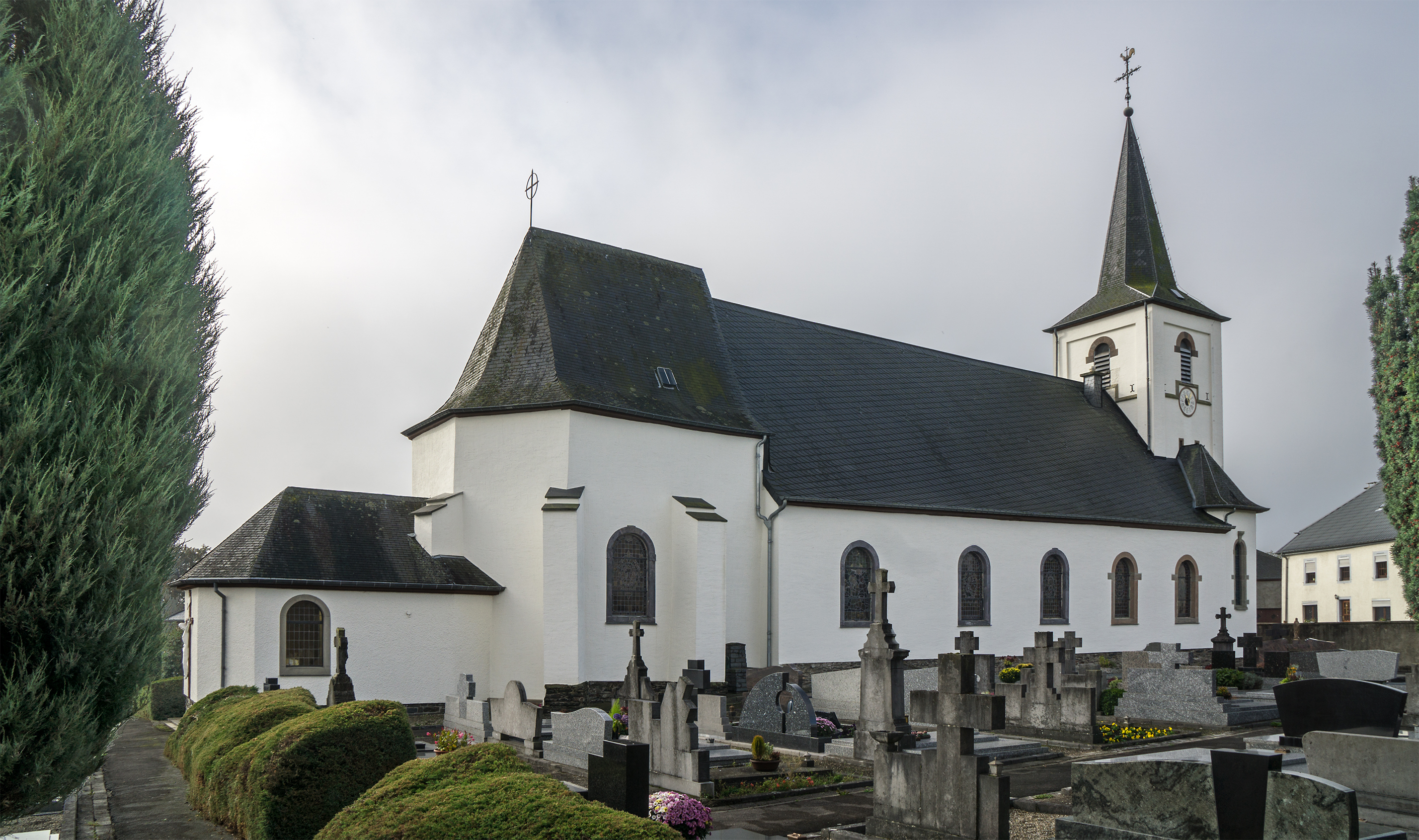
De kerk van Asselborn

Allerborn · Asselborn · Boevange · Boxhorn · Brachtenbach · Crendal · Deiffelt · Derenbach · Doennange · Hamiville · Hachiville · Hoffelt · Lentzweiler · Lullange · Niederwampach · Oberwampach · Rumlange · Sassel · Schimpach · Stockem · Troine · Wincrange

Luxemburgse gemeenten · Kanton Clervaux · Luxemburg